# 寺岡雅之
寺岡雅之（てらおか まさゆき、1925年6月1日 - 1990年11月24日）は日本の大蔵官僚。南九州財務局長、中国財務局長などを務めた。

## 来歴
大分県出身。旧制第一高等学校、東京大学法学部法律学科卒業。東大法学部在学中の1950年1月に国家公務員六級職試験を合格。1950年4月 大蔵省に入省。主計局総務課に配属。1969年8月 関東財務局理財部長。1970年7月 国税庁徴収部徴収課長。1971年6月 国税庁徴収部管理課長。1972年6月27日 南九州財務局長。1973年1月16日 中国財務局長。1974年7月10日 大臣官房付。同年7月 退官。同年10月 日本定航保全専務取締役。1981年6月3日 中小企業退職金共済事業団理事（〜1985年7月12日）。

## 略歴
- 1950年4月：大蔵省に入省。主計局総務課に配属[1]。
- 1952年3月：総理府外国為替管理委員会事務局管理部管理課。
- 1952年8月：為替局。
- 1952年9月：保安庁経理局監理課。
- 1953年8月：経済審議庁調整部物価課。
- 1955年7月：理財局総務課。
- 1956年8月：日本貿易振興会主事（ハンブルグ駐在）。
- 1959年3月：日本貿易振興会（ハンブルク・ジャパン・トレードセンター勤務）。
- 1960年7月：大臣官房財務参事官付課長補佐。
- 1963年6月：広島国税局間税部長。
- 1965年7月：国税庁長官官房。
- 1966年1月：関税局総務課長補佐。
- 1967年8月：日本鉄道建設公団参事 兼 経理部経理課長。
- 1969年8月：関東財務局理財部長。
- 1970年7月：国税庁徴収部徴収課長。
- 1971年6月：国税庁徴収部管理課長。
- 1972年6月27日：南九州財務局長。
- 1973年1月16日：中国財務局長。
- 1974年7月10日：大臣官房付。
- 1974年7月：退官。
- 1974年10月：日本定航保全専務取締役。
- 1981年6月3日：中小企業退職金共済事業団理事（〜1985年7月12日）。

## 人物
- 大蔵省のオールラウンダーの1人とされており、国際派でもあれば国内派でもあるとされている[2]。